# イチゴ (お笑いコンビ)
イチゴは吉本興業所属のお笑いコンビ。2021年5月結成。NSC東京校24期出身。渋谷よしもと漫才劇場に翔メンバーとして所属している。

## メンバー
出典：
イクト（1996年12月1日 - ）（28歳）
- 本名：福島郁人
- ボケ担当、立ち位置は向かって左。赤Tシャツ、黒スキニーパンツでオールバック。
- 埼玉県本庄市出身。
- 過去には原浩大（現・物語ズ）と「ナイトメアカオスドラゴン」を組んでいた。
- ミュージシャンのTohjiとは武蔵野美術大学の同級生で、同居をしていた。共同のポッドキャスト「シャイニングラジオ」を持っていたことがある。
- YouTubeチャンネル「ニートと居候とたかさき」に準レギュラーとして出演している。
- 趣味はイタリア風のうどん作り。特技はイタリア風の旨いうどんが作れること。
- 特技は大喜利、キャラクターコント、女装、映像制作、Photoshopで画像作成、オペラ歌、料理、ロンダート、後転倒立、英語、即興の歌など。
- 三人男兄弟の長男。父親は保育園の園長。

木原優一（きはら ゆういち、1996年11月13日 - ）（28歳）
- ツッコミ担当、立ち位置は向かって右。ボブヘア。GUのベージュジャケットをNSC時代から着用。
- 新潟県豊栄出身。新潟商業高校卒業後は大原学園に3年間通い会計士を目指していた。
- NSC時代は「牛頭（うしがしら）」というコンビを組んでいた。
- 過去には奥田一貴（元：もえ）と「女帝のスキップ」を組み、劇場に所属していたこともある。
- 趣味は アニメ / マンガ / 映画 / サッカー / パチンコ / 麻雀（実際はやらない）
- 特技は日商簿記1級クラスの仕訳がある程度できる / 左手で電卓が早く叩ける。
- 男三人兄弟の長男。

## 芸風
- ネタは主に漫才。
- 主にイクトが理解不能なことを言い、木原が振り回されるという内容
- 全身を存分に活用した奇想天外なネタ（「どこでもできるPK」「焦らしダーツ」「動指様」「ショタ」「ちえこ」「アメリカでラップ」「お姉ちゃん」「お客さんに一目惚れ」「スケルトンラーメン」「花をプレゼント」「チーズ工場」「CIA」「家族の配置の歌」「感覚情報」「木星に疑問を持つ」「モテる男」「K-POP迷路」「業界人」「母親が芋」「イケボ」「怪談話」「顔面の香り」「牡蠣」「かっこいい登場」「数渡しゲーム」「ベルトで変身」「木原をおだてる」「ハンドコミュニケーション」「マッチョ」「たこ焼き」など）が多い
- Youtubeにはコント風の動画もあげられている。

## 出囃子
- アニメ『NARUTO』のキャラクターうちはイタチの戦闘曲「My name」[6]

## 経歴

### コンビの経歴
- 2021年8月「イチゴ」結成。コンビ名はイクトの元カノの好物であったイチゴに由来する。
- 2022年11月 コンビのラジオ「ウルトライチゴラジオ]stand. fm）」開設
- 2023年6月 第1回「UNDER5 AWARD」決勝進出。「動指様[7]」のネタを披露。笑い飯哲夫から1票もらう。
- 2023年7月 BSよしもとのレギュラー番組「キクテレミルラジ265」放送開始。生放送中、共演していたアナウンサーが「イチゴさんはつまらなすぎます」と言い泣いてしまったことがある[8]。
- 2024年3月「日本一早い賞レース100×100（ハンドレッドハンドレッド）」優勝。
- 2024年6月「日本一早い賞レース100×100」の優勝特典としてBSよしもとの冠番組『イチゴのタネ[9]』が放送開始。放送開始時はスタッフ企画（リアクション芸に挑戦、料理番組など）に挑戦し「地上波バラエティで活躍できる芸人を目指す」というものであったが、途中からイクト企画で「赤シートで木原を消す」「オナラで剣を作る」「イクトのお姉ちゃんオーディション」などといった実験的な内容に路線変更した。
- 2024年M-1グランプリ準々決勝で披露した「ショタ[10]」のネタは、コンプライアンスが厳しい年であったがノーカットでアップされた。
- 2025年1月再び「100×100」に出場し準優勝。特典としてスタンドFMの冠ラジオ権が贈呈されるも、配信は未定。
- 結成当初は作家から「暴れているだけ」とダメ出しを受けていたが、現在は呑みの席で「勝っても負けてもお金がもらえるジャンケン」をする程可愛がられている。

### イクト
- 小学校時代は足が速く勉強ができた。女子から毎年バレンタインにチョコを10数個もらうほどモテていた。
- 中学〜高校時代は同級生にいじめられていたが、当時は気づいておらず、卒業して２年後に同級生に再会した際に自身がいじめられていたことに気づく。
- サッカーをやっていたがあまり練習はしておらず上手くはなかった。監督が公式戦にベンチで呼んでくれたが、ハーフタイムになる前に監督のお茶を半分以上飲んでしまい退部させられる[11]。
- 絵が得意ではないが、武蔵野美術大学の絵が描けなくても入れる映像制作系の学科に入部。
- 武蔵野美術大学時代は校内の喫煙所でずっとイキっていた。
- ルームシェアをしており、自宅では「ウォーキングデッド」や「プリズンブレイク」を観て過ごしていた。
- 大学時代に楽器や小説など色々挑戦してみるもどれも長続きせず、友人と出演したフリーのお笑いライブでお客さんに背中を向けてお互いの股間を見せ合って笑うというネタをしたことでお笑いの楽しさを覚え、お笑いを始めることを決意する。
- 大学の友人であるTohjiと共同のラジオ「シャイニングラジオ」（Spotify）を配信。Moll Boyzのミュージックビデオ『POOL SIDE』にも出演している[12]。
- Tohjiは「ニートTokyo」出演の際、イクトが教習所で大便を漏らしたエピソードを語っている[13]。
- 大学では映像制作を専攻。Photoshopなどを使って画像の編集ができ、主催ライブのフライヤーを自身で作成することもある[14]。
- １年留年したのち卒業制作の動画の提出締め切り30分前に課題に気づき、おばあちゃん家で撮影した猫の動画を提出したところ、教師から「君には才能がない」と言われるも、卒業を認められる。
- 大学在学中にNSCに東京24期として入学。授業中たまたま列の後ろに並んでいた原（現：物語ズ 主人公のハラちゃん）とナイトメアカオスドラゴンを結成。当時は金髪スパイクヘアでかっこいい系の分類に属していたとされる。ネタはぶっ飛んだものが多く、変な格好をしたイクトが出てきて暴れて原が驚くというコントが主であった。在学中はクラスの選抜に選ばれることも多かった。
- 同期のおばあちゃん[15]を初めて見た際に吉本興業の創業者の女性だと思っており、在学当時はあまり喋らずずっと座っていたためイキってるように見えていた。金魚番長の古市のことは顔が面白い奴だと思っていた。
- 元ジャニーズJr.で芸能活動の経験があった原は、NSC卒業後に吉本坂46のメンバーとして活動。
- 無限大ドームⅡでナイトメアカオスドラゴン初単独ライブを開催。
- NSC卒業から2年後の2021年に、原からの申し出でナイトメアカオスドラゴンを解散。
- ナイトメアカオスドラゴン解散後、イクトは吉本からの退所も検討しており、既に社会人になっていた大学時代の友人を芸人に誘おうとしていた。
- 同じタイミングで女帝のスキップを解散していた同期の木原から、長文のLINEで「コンビを組もう」と熱のこもった連絡を受けるも、NSC時代の木原の印象が弱く「お前誰？」とだけ返信した。
- Youtubeチャンネル「ニートと居候とたかさき」では準レギュラーとして出演。 「たまたま家の鍵が開いていてヤバいやつが入り込んできた」という設定で、「ガキ使」の七変化企画のような長尺のキャラクターコント（8歳のイベンター、面近アイドル、ボーイズバー経営者、女記者、尾田栄一郎の編集者、ぬるぬるキモ男、クリちゃんクニくん、手塚治虫、弟、オペラ歌手、ホスト、など多数[16]） をしている。 素のイクトとして出演する回もある。
- SNSでは自身が作成した動画を投稿。COCO'sのハンバーグCMのパロディや、短尺のコントなどをあげていた。2025年4月に電脳世界との別れを告げ、Xとインスタグラムのアカウントを削除。「イチゴのタネ」の番組アカウントや共演者が代わりにライブの告知をすることもある。

### 木原優一
- ボブヘアは好きな女性の髪型（『LEON』のマチルダや『アメリ』など）を真似した結果、同じ髪型になった。
- 小学生時代は友達が多く、家でスマブラなどをして遊んでいた。
- 中学時代、勉強ができてスポーツ万能だった弟と自身を比較して劣等感を抱いたため性格が暗くなっていった。
- サッカーの試合で相手チームにいた弟にどうしても勝ちたくなり、スポーツマンシップに反する行為をしてしまう。
- 高校時代は友達とトランプの大富豪や絵しりとりなどをして遊んでいた。大富豪は修学旅行先の沖縄の浜辺でもしてしまうほどハマっていた。
- 高校卒業後は大原学園に3年間通う。会計士を目指して毎日10時間ほど勉強する日々を過ごす中で、元々お笑いが好きだったことや芸人のラジオをよく聴いていたことから芸人を志す[17]。
- NSC時代は「牛頭（うしがしら）」を結成。NSCの中ではそれなりの成績をおさめていたが、当時のイクトからの印象は薄く、後に「俺は前しか見てなかった。お前が前にいる時は前が後ろだった。」と言われた[18]。
- コンビを組みたての時のイクトからの印象は「鼻の黒ずみがすごい」「ツッコミの声がでかい」。
- 人にイジられるのが好きで、小学校時代は登下校中に側溝に突き落とされるのが楽しく、芸人になってから後輩に股間の写真を送りつけられたり殴られたりしていたのを見た相方のイクトが心配し後輩に注意したところ「嬉しいから止めないでくれ」とイクトに伝えた。誰からもいじられていないと人生が退屈に感じてしまうため、自分をめちゃくちゃにしてくれそうな人がいいという理由でイクトを相方に選んだ[19]。

## 人物

### コンビ
- 先輩の芸人からの評価も高く、笑い飯、NON STYLE石田、とろサーモン久保田、鬼越トマホーク良ちゃん、霜降り明星せいや、佐久間宣行らがネタを賞賛している。沖縄で活動する芸人ニライカナイはイチゴのファンであり、シンクロニシティが仕事で沖縄に来るたびに「イチゴにお土産のお菓子を渡してほしい」と頼むのが恒例になっている。

### イクト
- ウーバーイーツのバイトをしていたが、他人の飯を運ぶことに疑問を持ちバイクの運転に集中できなくなったためやめる[20]。
- 大喜利が得意。
- 神保町よしもと漫才劇場で元10億円（現：大王）の山内仁平と主催大喜利ライブ「大ダ喜利ジョー」を開催。 MCに狛犬の櫛野、レギュラーにヨネダ2000誠、家族チャーハン、準レギュラーにシャワーカーテニスト（元シノブ）、プリズンクイズチャンネル竜大などがいる[21]。 イクトが「自分よりも面白いやつを呼ばない」というポリシーを持ち、まだ無名の後輩芸人ばかり呼んだ結果、集客が減ったため神保町での開催は中止となった。現在は別会場で「磯野喜利（子）」を開催[22]。
- イクト自身お笑いはあまり詳しくなく、子供の頃は父親が見ていたインパルスのコントを見ていた。 「マギー審司の平場が好きで芸人になった」と答えることもある。
- 趣味はONEPIECE、NARUTO、ハリーポッター、ウォーキングデッド、プリズンブレイク、グランメゾン東京など。
- 尊敬している人物は尾崎豊、岡本太郎など。楽屋で泣いていたオダウエダの小田を慰めようと岡本太郎の書籍を渡したことがある。好きな女性のタイプは永作博美。
- 特技は指曲げ、鼻折り、ロンダート、ドリルのような音を出す、いろんな種類の唾を出す、歯周ポケットに食べ物を詰める、顔面の脂で保湿する、高速移動、様々なキャラクター、女装、エロい目、イケボ、忍者ごっこ、英語、大喜利、即興で歌を作る、オペラのような高音で歌うこと。
- 基本的になんでも食べる（相方の髪、小道具、台本、床に落ちた食べ物、舞台セットなど）。自身の唾液を人に飲ませることもある。
- 女装コントをすることが多く、自身をハリーポッターのハーマイオニーや橋本環奈に似ていると思っている。
- 料理が好きで「キクテレミルラジ265」では「バズレシピ」で有名なリュウジのレシピをパクった「パクレシピ」のコーナーを担当。
- オールバック時は甲本ヒロトのようなロックなキャラクターだが前髪を下ろすと温厚で腰が低くなるという、ドラゴンボールのランチやこち亀の本田のような二面性を持つ。
- ネタ中は基本キャラクターになりきることが多いが、たまに自分が面白すぎて笑ってしまうことがある。
- コンビのパワーバランスや赤い衣装の影響か、自らを「イチゴ」と呼んでしまうことがある。
- 先輩と喋るとタメ口になる。
- 人見知りで、初対面の人と目を合わせるのが苦手。
- 汗かきで基本的に脇が濡れている。鼻がよく利き、ニオイフェチである。額がアーモンドチョコのようにテカっている。ほとんどムダ毛が生えていない。
- とりせんの松平は「イチゴのタネ」の企画内でイクトの公式おねえちゃんに選ばれる[23]。
- 2024年M-1の準決勝進出者発表の際、進出を確信して後輩を自宅に呼びお祝い用のピザを頼むも、落ちてしまい後輩に逃げられる。

### 木原優一
- 自分のような性格の人よりは陽キャが好きであり、先輩のガーリックボーイ木村や同期のA-000明珍（オーセン・みょうちん）と仲が良い[24]。
- 基本的にはツッコミだが、コントの際はイクト同様ボケの立ち回りをする場合もある。
- 地下室付きの家に住んでおり、1Fの部屋の半分が地下に繋がる穴になっている。
- 地下室ではツッコミの自主練をしており精神と時の部屋のようになっており、ネタ合わせをすることも多い。虹色に光るゲーミングパソコンを持っている[25]。
- 「キクテレミルラジ265」で、視聴者から個人宛に劇場にファンレターが届くというノリができた。
- 深夜のコンビニバイトをしていたが、ストレスが溜まると発狂して「あ"〜」と声を出してしまうクセがあるため、なるべく自宅の地下室で発散するようにしていた。
- 変な女性が好き。彼女はスイス生まれで、大理石に頭をぶつけておかしくなったと言われている。ガチャガチャの景品「おにぎリング」を愛用している。彼女用のアダルトグッズを楽屋に置き忘れそうになったことがある[26]。
- 神保町の楽屋でイクトから「（芸人として殻を破るために）楽屋の真ん中でうんこしろ！」と指示され試みるも失敗。芸人といるのが苦手で、トイレで鉢合わせたり喫煙所で集まるのを避ける[27]。
- ライブ中にイクトに唾をかけられたり服に落書きされたりすることが多く、衣装のシャツはこれまでに８枚ほどダメになっている。
- 地元新潟県の番組「八千代コースター」（NST新潟総合テレビ）のロケ中、イクトに靴を滝に投げられてしまい本気でキレそうになる。
- 大人数での飲み会が苦手で、盛り上がっているところと盛り上がっていないところを手で仕切るクセがあり、最終的には自分の周りだけを囲んでいる。
- 母親がライブに来ることも多い。
- 次男は学生時代スポーツ万能な人気者で、現在は教師をしている。
- 三男は東京に来た際にヘビを捌いて食べた。
- 親友が3人いるが、名前が全員「ナオキ」である。
- 元々クセ毛だが、トリートメントとアイロンでストレートヘアをキープしている。かなり目が悪く、20代にして歯が３本ない。
- 体重が40kg台で細く色白なことから、相方に「ホワイトアスパラガス」「DEAD WOOD」「白骨化した遺体」などと例えられることが多い。
- 趣味はアニメ、映画、パチンコ。特技は簿記。子供が好き。

## 賞レースなどでの戦績

### M-1グランプリ
| 年（回）         | 結果         | エントリー No. | 会場                   | 日時     |
| ---------------- | ------------ | -------------- | ---------------------- | -------- |
| 2021年（第17回） | 2回戦進出    | 907            | 雷5656会館ときわホール | 10月16日 |
| 2022年（第18回） | 2回戦進出    | 1193           | 雷5656会館ときわホール | 10月17日 |
| 2023年（第19回） | 準々決勝進出 | 1475           | ルミネtheよしもと      | 11月21日 |
| 2024年（第20回） | 準々決勝進出 | 3292           | ルミネtheよしもと      | 11月22日 |

### その他
- 2023年6月 『UNDER5 AWARD』　決勝進出[29]
- 2024年3月　日本一早い賞レース『100×100（ハンドレッドハンドレッド）』 優勝[30]
- 2025年1月   日本一早い賞レース『100×100（ハンドレッドハンドレッド）』  準優勝[31]
- 2025年3月 『Jimbochoグランプリ』総合優勝[32]
- 2025年4月 『マイナビLaughter Night』4月度月間チャンピオン[33]
- 2025年5月　『Kakeru翔グランプリ』総合優勝[34]
- 2025年8月　『Kakeru翔グランプリ』総合優勝

## メディア出演

### テレビ

#### レギュラー番組
- キクテレミルラジ265（BSよしもと、2023年7月3日 - 2024年6月28日）- 月曜2部（14:00〜16:00）MC
- イチゴのタネ 〜イクトと木原の芸能界成長日記〜 [35]　（BSよしもと、2024年7月 - 2025年6月、第1・2月曜夜0時）[36]

##### 出演番組
- ゴッドタン（テレビ東京、2024年3月24日放送分「この若手知ってんのか？」天才部門第1位、2024年7月「ダサいお笑いチャレンジ」2024年12月「ダサいお笑いチャレンジ」）
- 八千代コースター（NST新潟総合テレビ、不定期）[37]  　準々々々々々々々々レギュラー
- 日本一早い賞レース100×100（吉本興業チャンネル、2024年3月、2025年1月）[38][39]
- ウチのガヤがすみません！「ガヤ席一斉リニューアル！新スター誕生SP」 (日本テレビ、2024年7月1日)[40][41][42]
- ジモトノチカラ（BSよしもと、2025年6月15日）
- 「すっかりにちようチャップリン」（テレビ東京、2025年8月16日）

### 配信
- 進化のハチミツ！（FOD、2025年4月、イクト）[43]
- オモ札（FANYチャンネル）[44]
- Abema TV「ブレイキングヤンチャオーディション」『チャンスの時間』（2025年5月、イクト）[45]
- アメトーークCLUB「コンプラがゆる〜い立ちトーク」（2025年3月）[46]
- 滑狼ニコニコゲート（ニコニコチャンネル、2025年3月、イクト）
- 38 FIGHT CLUBシーズン２（FANYチャンネル・Lemino、2025年3月）[47]

### 雑誌
- 芸人雑誌volume14（クイックジャパン）

## ラジオ
レギュラー
- stand. fm『ウルトライチゴラジオ』（2022年11月〜）
- Podcast『シャイニングラジオ』（2020年6月〜、イクト）

#### ゲスト出演
- NHK『ひるどき！さいたま〜ず』（2025年3月）
- FANYアプリ「おばあちゃんのシルバーラジオ」（2024年9月）
- マイナビ Laughter Night（TBSラジオ、2023年5月20日・2025年4月4日月間チャンピオン）[50][51]

## YouTube

#### 公式チャンネル
- イチゴ[52]（コンビチャンネル）
- フクシマイクト[53]（個人チャンネル）
- BSよしもと「イチゴのタネ」[54]アーカイブ

#### 準レギュラー出演
- ニートと居候とたかさき[55]

#### ゲスト出演
- 神保町よしもと漫才劇場公式YouTube[56]
- よしもと福岡劇場チャンネル[57]
- よしもとアカデミー公式チャンネル[58]（「謎の講師エジタ」「クリちゃんとクニくんのNSCお悩み相談室」）
- まいにち大喜利（動画、はじめてみました「陽キャVS陰キャ大喜利対決」2024年6月）
- まいにち賞レース[59]（動画、はじめてみました「49秒漫才バトル」2025年5月）
- ニューヨークOfficial Channel[60]
- 鬼越トマホーク喧嘩チャンネル[61]
- スーパーマラドーナ田中「TANAKA no HITORIASOBI」[62]
- おばたのおニイガタch[63]
- 河本じゅんちゃんねる[64]（ナイトメアカオスドラゴン）
- NON STYLE石田明のよい〜んチャンネル[65][66][67]
- 鉄人小町住友チャンネル[68]

#### MV出演
- MBTV we mall boyz（『POOL SIDE』MV[69]、イクト）

## 主催ライブ

#### 「無法」（月１定期）
無限大ドーム２で開催の企画ライブ。鬼プリン、しんや、中華兄弟、MCにタモンズなど。現在は別会場で開催。

#### 「濾過」　（山内仁平と共同開催、2023年-2024年）→「スマイルキング」（2024年〜、月１定期）
神保町よしもと漫才劇場で開催のネタとコーナーライブ。
　10億円、イチゴ、エバース、シンクロニシティ、軟水、インテイク、ゼロカランが出演。
　旧出演者にビック小原健太、デンニキグングンなど。現在は渋谷よしもと漫才劇場で開催。

#### 「豪傑」（2025年9月〜）
ブラゴーリとのツーマンバトルライブ。神保町で開催。

#### 「大ダ喜利ジョー」（2023年〜、月１定期）→「磯野喜利」（2025年〜、月１定期）
山内仁平と共同開催の大喜利ライブ。神保町から別会場での開催に移行。

#### 「全覇団」（2025年6月〜、月１定期）
主催ネタライブ。レギュラーメンバーはタワー、豆鉄砲、オダウエダ、中華兄弟、伝書鳩。山田ナビスコ監修。

#### 「セーホー大会」（月１定期）
豆鉄砲とのツーマンライブ。ネタと企画の演出多めライブとなっている。

#### 「新商」（2025年3月〜、不定期）
まっすぐ加藤とのツーマンライブ。タイトルは木原とまっすぐ加藤の出身校「新潟商業高等学校」の略。
　新潟「国際映像メディア専門学校」の授業として校内イベントステージで開催。

#### 「生イチゴのタネ」（2025年6月21日）
冠番組「イチゴのタネ」のイベントライブ。東京カルチャーカルチャーで開催。

#### 「木原だって人間なんだよみんな木原の話ちゃんと聞こう何？木原？」（2025年8月〜、不定期）
トークライブ。渋谷ロフト９で開催。